# Amata nitobei
Amata nitobei är en fjärilsart som beskrevs av Jinhaku Sonan 1941. Amata nitobei ingår i släktet Amata och familjen björnspinnare. Inga underarter finns listade i Catalogue of Life.